# Saison 10 de Mes parrains sont magiques
Chronologie
Saison 9
La dixième saison de Mes parrains sont magiques, ou Tes désirs sont désordres au Québec, initialement diffusée aux États-Unis le 15 janvier 2015 sur Nickelodeon puis sur Nicktoons à partir du 14 juin 2016 et s'est achevée le 26 juillet 2016.

## Production
Dès l’épisode 9 de cette saison, la série sera animée à l’animation flash.

## Épisodes
| No. de série | No. de saison | Titre de l'épisode                                                | Date de diffusion | Date de diffusion | Code prod. |
| --- | ------------- | ----------------------------------------------------------------- | ----------------- | ----------------- | ---------- |
| 142 | 1             | Pénurie de fées The Big Fairy Share Scare                         | 15 janvier 2015   | 8 juillet 2017    |            |
| Timmy découvre qu’une nouvelle élève arrive à l’école. La même journée, Jorgen lui apprend qu’il y a une pénurie de parrains magiques et qu’il devra partager Cosmo et Wanda avec un autre enfant. |               |                                                                   |                   |                   |            |
| 143 | 2a            | La Graveur gravant Whittle Me This                                | 22 janvier 2016   | 9 juillet 2017    |            |
| C’est l’anniversaire de Wanda et Cosmo. Cosmo essaye de lui graver quelque chose de simple et de sentimental sur un bout de bois. Chloé se rend au gala d’anniversaire de Catman, mais les choses tournent mal quand il la prend pour Catgirl. |               |                                                                   |                   |                   |            |
| 143 | 2b            | Un maire parfait Mayor May Not                                    | 29 janvier 2016   | 9 juillet 2017    |            |
| Le père de Timmy veut devenir maire pour se faire respecter. Timmy fait le souhait que son père devienne maire mais il s’en mord les doigts, comme la plupart des habitants de la ville. |               |                                                                   |                   |                   |            |
| 144 | 3a            | Miss Écureuil Girly Squirrely                                     | 5 février 2016    | 15 juillet 2017   |            |
| De retour en camp scout, Timmy et sa troupe doivent gagner un badge de mérite. Heureusement, Chloé est là pour les motiver. |               |                                                                   |                   |                   |            |
| 144 | 3b            | La Guerre des anniversaires Birthday Battle                       | 19 février 2016   | 15 juillet 2017   |            |
| Timmy et Chloé rêvent d’avoir la meilleure fête d’anniversaire. |               |                                                                   |                   |                   |            |
| 145 | 4a            | Les Ours parfaits The Fair Bears                                  | 26 février 2016   | 16 juillet 2017   |            |
| L’école est terminée ! Chloé invite Timmy, Wanda et Cosmo chez elle pour manger des tofukies et regarder les Ours parfaits. |               |                                                                   |                   |                   |            |
| 145 | 4b            | Le Retour des LOSERS Return of the LOSERS                         | 14 juin 2016      | 16 juillet 2017   |            |
| Cosmo et Wanda partent acquérir de nouvelles ibaguettes et Mr. Crocker en profite pour réunir les LOSERS. |               |                                                                   |                   |                   |            |
| 146 | 5a            | Écharpe et Urticaire A Sash and a Rash                            | 12 septembre 2016 | 22 juillet 2017   |            |
| Chloé est trop stressée par sa vie faite de bonnes actions et de services rendus à tout le monde. Elle fait le souhait d’être plus détendue. Malheureusement, sans elle Dimmsdale part à vau l’eau. |               |                                                                   |                   |                   |            |
| 146 | 5b            | Pêche à la ligne Fish out of Water                                | 12 septembre 2016 | 22 juillet 2017   |            |
| Le père de Timmy veut attraper un poisson pour gagner le trophée de pêche, mais Chloé fait le souhait que les poissons puissent se défendre. |               |                                                                   |                   |                   |            |
| 147 | 6a            | Les Crockerous Animal Crockers                                    | 14 septembre 2016 | 23 juillet 2017   |            |
| Les Crockerous, animaux croisés entre singe et Mr. Crocker, prennent le contrôle de la ville et vénèrent leur mâle dominant, Mr. Crocker. Timmy et Chloé vont devoir mettre fin au règne de ce roi tyrannique. |               |                                                                   |                   |                   |            |
| 147 | 6b            | Vol au-dessus d'un nid de Crocker One Flu Over the Crocker's Nest | 14 septembre 2016 | 23 juillet 2017   |            |
| Mr. Crocker attrape la grippe des fées le jour de son évaluation annuelle de santé mentale. Chloé, Timmy, Wanda et Cosmo vont devoir employer les grands moyens pour qu'il puisse garder son travail. |               |                                                                   |                   |                   |            |
| 148 | 7             | Piège de fous Booby Trapped                                       | 15 septembre 2016 | 29 juillet 2017   |            |
| Cosmo et Wanda sont chez Chloé Carmichael. Mais quand ils sont chez elle, ils prennent la forme de fous aptères, des oiseaux incapables de voler. Quand les parents de Chloé, un aventurier et un vétérinaire, rentent à la maison, ils décident de libérer les volatiles dans la forêt vierge, pensant faire une bonne action. Chloé et Timmy partent donc récupérer leur parrains magiques, mais ils doivent faire vite, avant que Mr. Crocker ne les mangent ! |               |                                                                   |                   |                   |            |
| 149 | 8a            | Angélique Blue Angel                                              | 13 septembre 2016 | 30 juillet 2017   |            |
| Foop est convoqué par le conseil des anti-fées car l’énergie positive de Chloé Carmichael est en train de transformer leur monde en une terre remplie de lapins roses et de bonbons multicolores. Foop décide alors d’infiltrer l’école de la petite fille pour la faire craquer, qu’elle exulte de rage et que cette énergie négative remette le monde des anti-fées sur les rails.                                                                              |               |                                                                   |                   |                   |            |
| 149 | 8b            | Un garçon traqué Marked Man                                       | 13 septembre 2016 | 30 juillet 2017   |            |
| Chloé doit faire un exposé sur la non-existence des extra-terrestres mais Timmy lui prouve qu’ils existent grâce à son ami Mark Chang. Mark vient d’une autre planète mais il ne peut pas se balader sur Terre sous sa vraie forme, ni devenir coiffeur. Chloé veut changer tout ça, mais quand elle essaye de faire accepter le garçon sous sa vraie forme, ils sont cernés par des agents du gouvernement. Ils doivent maintenant leur échapper !               |               |                                                                   |                   |                   |            |
| 150 | 9a            | Clark Laser                                                       | 15 septembre 2016 | 5 août 2017       |            |
| Chloé et Timmy sauvent la vie de Cabriole. Dark Laser (ou plutôt Clark Laser) devient alors leur garde du corps. |               |                                                                   |                   |                   |            |
| 150 | 9b            | L'Amour de Crocker Married to the Mom                             | 15 septembre 2016 | 5 août 2017       |            |
| Chloé entreprend d’aider Mr. Crocker et de lui faire rencontrer la femme parfaite. |               |                                                                   |                   |                   |            |
| 151 | 10a           | Maboul et Dangereux Nuts and Dangerous                            | 22 février 2016   | 6 août 2017       |            |
| Le père de Timmy se lance dans le tournage d'un film et choisit son fils et Catman pour jouer les personnages principaux. |               |                                                                   |                   |                   |            |
| 151 | 10b           | Qui est qui ? Which is Wish                                       | 21 juin 2016      | 6 août 2017       |            |
| Timmy et Chloé décident d'échanger leurs corps le temps d'une journée. |               |                                                                   |                   |                   |            |
| 152 | 11a           | Le Festival féerique Fairy Con                                    | 28 juin 2016      | 12 août 2017      |            |
| Chloé est invitée à son premier Festival féerique, mais Mr. Crocker lui vole son billet. |               |                                                                   |                   |                   |            |
| 152 | 11b           | Hungry Games The Hungry Games                                     | 12 juillet 2016   | 12 août 2017      |            |
| Timmy veut faire plaisir à Chloé et souhaite que, le temps d'une journée, Dimmsdale devienne comme le monde de Hungry Games. |               |                                                                   |                   |                   |            |
| 153 | 12a           | Camping de sauvages Spring Break-Up                               | 1er février 2016  | 13 août 2017      |            |
| Timmy et Chloé partent faire du camping avec leurs parents pour les vacances de Pâques. |               |                                                                   |                   |                   |            |
| 153 | 12b           | La Foire aux malaises Dimmsdale Daze                              | 21 juin 2016      | 13 août 2017      |            |
| La Foire aux Malaises s'est installée à Dimmsdale, mais les parents de Chloé lui interdisent d'y aller. Elle souhaite alors prendre leur place pour pouvoir faire tout ce qu'elle veut. |               |                                                                   |                   |                   |            |
| 154 | 13a           | Le Chat et la Souris Cat 'n Mouse                                 | 22 février 2016   | 19 août 2017      |            |
| Catman utilise la baguette magique de Cosmo par inadvertance et transforme son monde fictionnel en monde réel. |               |                                                                   |                   |                   |            |
| 154 | 13b           | Le Portrait crocké de son oncle Chip off the Old Crock!           | 28 juin 2016      | 19 août 2017      |            |
| Il y a un nouvel élève à l'école : le neveu de Mr. Crocker |               |                                                                   |                   |                   |            |
| 151 | 10            | Diplômée super nounou Certifiable Super Sitter                    | 18 janvier 2016   | 11 août 2018      |            |
| Chloé rencontre Foop pour la première fois. |               |                                                                   |                   |                   |            |
| 152 | 11a           | Ça décoiffe Crockin' The House                                    | 25 janvier 2016   | 28 juillet 2018   |            |
| Crocker se retrouve seul pour la première fois chez lui. |               |                                                                   |                   |                   |            |
| 152 | 11b           | Sauce retard Tardy Sauce                                          | 15 février 2016   | 28 juillet 2018   |            |
| Chloé veut battre le record d'assiduité. |               |                                                                   |                   |                   |            |
| 154 | 13b           | Joyeux amiversaire Fancy Schmancy                                 | 26 juillet 2016   | 18 août 2018      |            |
| Les parents de Timmy et Chloé ne veulent pas qu'ils célèbrent leur anniversaire ensemble. |               |                                                                   |                   |                   |            |
| 154 | 13a           | Les survivalistes Goldie-Crocks and the Three Fair Bears          | 26 juillet 2016   | 18 août 2018      |            |
| Timmy et Wanda sont hypnotisés par des personnages de cartoon. |               |                                                                   |                   |                   |            |
| 155 | 14a           | Bongos sous l'eau Dadlantis                                       | 8 février 2016    | 21 juillet 2018   |            |
| Timmy et Chloé deviennent maître nageurs. |               |                                                                   |                   |                   |            |
| 155 | 14b           | Chloé fait la loi Chloe Rules!                                    | 15 février 2016   | 21 juillet 2018   |            |
| Chloé devient la nouvelle surveillante de l'école. |               |                                                                   |                   |                   |            |
| 156 | 15a           | La Croisière de buses Knitwits                                    | 8 février 2016    | 4 août 2018       |            |
| Les parents de Timmy renouvellent leur anniversaire de mariage. |               |                                                                   |                   |                   |            |
| 156 | 15b           | De talentueux idiots Dimmsdale's Got Talent?                      | 14 juin 2016      | 4 août 2018       |            |
| Timmy n'a pas de talent particulier. |               |                                                                   |                   |                   |            |
| 160 | 19b           | Souhaitambulisme Summer Bummer                                    | 12 juillet 2016   | 7 juillet 2018    |            |
| Chloé devient somnambule et fait des vœux durant son sommeil. |               |                                                                   |                   |                   |            |
| 160 | 19a           | Mission pizza intergalactique Space Ca-Dad                        | 19 juillet 2016   | 7 juillet 2018    |            |
| Les scouts partent dans l'espace. |               |                                                                   |                   |                   |            |
| 161 | 20a           | Éleveur de lapin Hare Raiser                                      | 26 juillet 2016   | 14 juillet 2018   |            |
| Chloé élève des lapins dangereux. |               |                                                                   |                   |                   |            |
| 161 | 20b           | Le Kidnapping de légurines The Kale Patch Caper                   | 26 juillet 2016   | 14 juillet 2018   |            |
| Le père de Timmy doit acheter une figurine manquant à sa collection. |               |                                                                   |                   |                   |            |